# Petrlaš
Petrlaš (en serbe cyrillique : Петрлаш ; en bulgare : Петърлаш) est un village de Serbie situé dans la municipalité de Dimitrovgrad, district de Pirot. Au recensement de 2011, il comptait 11 habitants.

## Démographie

### Évolution historique de la population
| 1948 | 1953 | 1961 | 1971 | 1981 | 1991 | 2002 | 2011 |
| ---- | ---- | ---- | ---- | ---- | ---- | ---- | ---- |
| 610  | 572  | 428  | 277  | 148  | 81   | 33   | 11   |

|  |